# Schutzmannschaft Bataillon 272
Le Schutzmannschaft Bataillon 272 « Daugavgrīva » est une unité de police auxiliaire composée de volontaires lettons, engagée aux côtés des Allemands sur le front de l'Est pendant la Seconde Guerre mondiale.
Il est dissous en étant fondu dans la Légion lettone en février 1943.

## Création
Le bataillon est créé le 1er juillet 1942 à Bolderāja, une ville en banlieue de Riga. Il est organisé par le lieutenant-colonel Kārlis Mangulis (lv), un militaire letton ayant déserté l'Armée rouge dans les premiers jours de l'opération Barbarossa, qui survient environ un an après l'occupation soviétique des pays baltes. Au cours de cette occupation, Mangulis a perdu son fils unique, mort en prison, et son frère, déporté.
Au terme de son organisation, le bataillon est composé de 317 volontaires sans expérience militaire, encadrés par 6 officiers et 19 officiers subalternes, le tout réparti en trois compagnies.

## Histoire
Le 272e bataillon est considéré opérationnel moins d'un mois après sa création, avant d'avoir terminé son entraînement. Ses membres sont alors vêtus d'uniformes noirs et de fusils de diverses provenances (russes et canadiennes). Le commandement passe de Mangulis au lieutenant-colonel Juris Taube (lv) et le bataillon reçoit le 25 juillet 1942 l'ordre de partir pour Varsovie le lendemain au soir pour y rejoindre le 22e bataillon de Schutzmannschaft de Daugava. L'unité y arrive le 31 juillet et est affecté à la garde du périmètre extérieur du ghetto de Varsovie, avec une compagnie du 22e bataillon. Le reste de ce dernier est affecté à la garde des trains convoyant les Juifs du ghetto vers le camp d'extermination de Treblinka.
La discipline se dégrade rapidement dans les unités lettones basées dans l'ancienne capitale polonaise. La consommation d'alcool, la fraternisation avec les civils polonais et la désobéissance sont ainsi monnaie courante. Le 23 septembre 1942, quatre soldats lettons sont condamnés à mort par une cour martiale allemande pour s'être livrés à des pillages pendant un raid aérien alors qu'ils étaient ivres. Tous les quatre sont exécutés par leurs compatriotes.
Paulis Sprincis (lv), soldat du bataillon, témoigne après la guerre des conditions d'indiscipline et de corruption qui régnaient chez les supplétifs lettons à Varsovie.
Le 23 octobre 1942, le bataillon, sous le commandement du capitaine Pēteris Ziediņš, est envoyé à Dnepropetrovsk, en Ukraine, où il prend part à la lutte contre les partisans dans les environs. En février 1943, le 272e bataillon est incorporé dans la Légion lettone et disparaît en tant que tel. 